# Clubiona tongdaoensis
Clubiona tongdaoensis este o specie de păianjeni din genul Clubiona, familia Clubionidae, descrisă de Zhang et al., 1997. Conform Catalogue of Life specia Clubiona tongdaoensis nu are subspecii cunoscute.